# 肖蒲桃
肖蒲桃（学名：Acmena acuminatissima），又名赛赤楠、黑珍珠、荔枝母、火炭木，为桃金娘科肖蒲桃属下的一个植物种。
生產地為中國華南地區、緬甸、泰國及菲律賓；在台灣只有離島的蘭嶼是原生地。此樹的達悟語是aponokarunrun或ariyuk，達悟族砍其樹幹或枝條作為工作房的支柱，或用作厚木地板的木材及曬飛魚的架子。